# Římskokatolická farnost Ústí nad Labem-Krásné Březno
Římskokatolická farnost Ústí nad Labem-Krásné Březno je církevní správní jednotka sdružující římské katolíky na území městské části Krásné Březno a v jejím okolí. Organizačně spadá do ústeckého vikariátu, který je jedním z 10 vikariátů litoměřické diecéze.

## Historie farnosti
První písemná zmínka o farní lokalitě pochází z roku 1057. Od roku 1788 byly zde vedeny matriky. Nová farnost byla zřízena v roce 1897 a obsazena knězem v roce 1899.

### Duchovní správcové vedoucí farnost
Začátek působnosti jmenovaného v duchovní správě farnosti od:
- 1899 proto-par. (1. farář) Joann. Dworschak, n. 5. 12. 1863 Deutsch-Bielau, o. 16. 5. 1889, † 16. 8. 1920
- 1920 par. vacat admin. interc. Josef Hujer
- 1922 Josef Hujer, n. 1. 2. 1873 Bzí, o. 10. 7. 1898, † 16. 1. 1951
- 1. 2. 1943 Otto Blaha, n. 25. 7. 1905 Podersam, o. 29. 6. 1931
- 1. 10. 1946 Josef Hujer
- 1. 2. 1951 Josef Honzík
- 1. 12. 1951 Adolf Štegner
- 1. 6. 1954 Karel Qualizza
- 1. 10. 1957 Miroslav Jurčík
- 1. 3. 1960 Otakar Moc
- 15. 2. 1969 Jan Bláha
- 1. 8. 1975 Viktor Maretta
- 1. 10. 1990 Antonín Sporer
- 1. 11. 1990 Hynek Šťastný
- 15. 8. 1991 Viktor Maretta
- 1. 2. 1992 Hynek Šťastný
- 1. 1. 1999 Antonín Sporer
- 24. 4. 1999 Jan Pobuda
- 1. 4. 2002 Pavel Jančík
- 1. 6. 2008 Josef Mazura, admin. exc. z Ústí nad Labem-Střekov[2]

Kromě kněží stojících v čele farnosti, působili ve farnosti v průběhu její historie i jiní kněží. Většinou pracovali jako farní vikáři, kaplani, katecheté, výpomocní duchovní aj.

## Území farnosti
Do farnosti náleží území těchto obcí:
- Krásné Březno (Aussig Schönpriesen[p 2])

## Římskokatolické sakrální stavby a místa kultu na území farnosti
| | Fotografie | Stavba                     | Místo         | Bohoslužby                      | Zeměpisné souřadnice            | Status                                 | Číslo kulturní památky                       |
| Kostel | Kostel     | Kostel                     | Kostel        | Kostel                          | Kostel                          | Kostel                                 | Kostel                                       |
| --- | ---------- | -------------------------- | ------------- | ------------------------------- | ------------------------------- | -------------------------------------- | -------------------------------------------- |
| 1. |            | Kostel sv. Floriána        | Krásné Březno | bližší informace o bohoslužbách | 50°40′ s. š., 14°4′53″ v. d.    | farní kostel, národní kulturní památka | 43239/5-3520 (Pk•MIS•Sez•Obr•WD) (Q15640040) |
| Kaple |            |                            |               |                                 |                                 |                                        |                                              |
| 2. |            | Kaple v domově pro seniory | Krásné Březno | bližší informace o bohoslužbách | 50°40′11″ s. š., 14°5′37″ v. d. | oratorium                              | —                                            |
| Některé drobné sakrální stavby a pamětihodnosti lze dohledat zde v databázi Drobné sakrální památky Zaniklé sakrální stavby lze dohledat zde v databázi Poškozené a zničené kostely, kaple a synagogy v České republice |            |                            |               |                                 |                                 |                                        |                                              |

Ve farnosti se mohou nacházet i další drobné sakrální stavby, místa římskokatolického kultu a pamětihodnosti, které neobsahuje tato tabulka.

## Příslušnost k farnímu obvodu
Z důvodu efektivity duchovní správy byl vytvořen farní obvod (kolatura) farnosti Ústí nad Labem-Střekov, jehož součástí je i farnost Ústí nad Labem-Krásné Březno, která je tak spravována excurrendo.

## Galerie

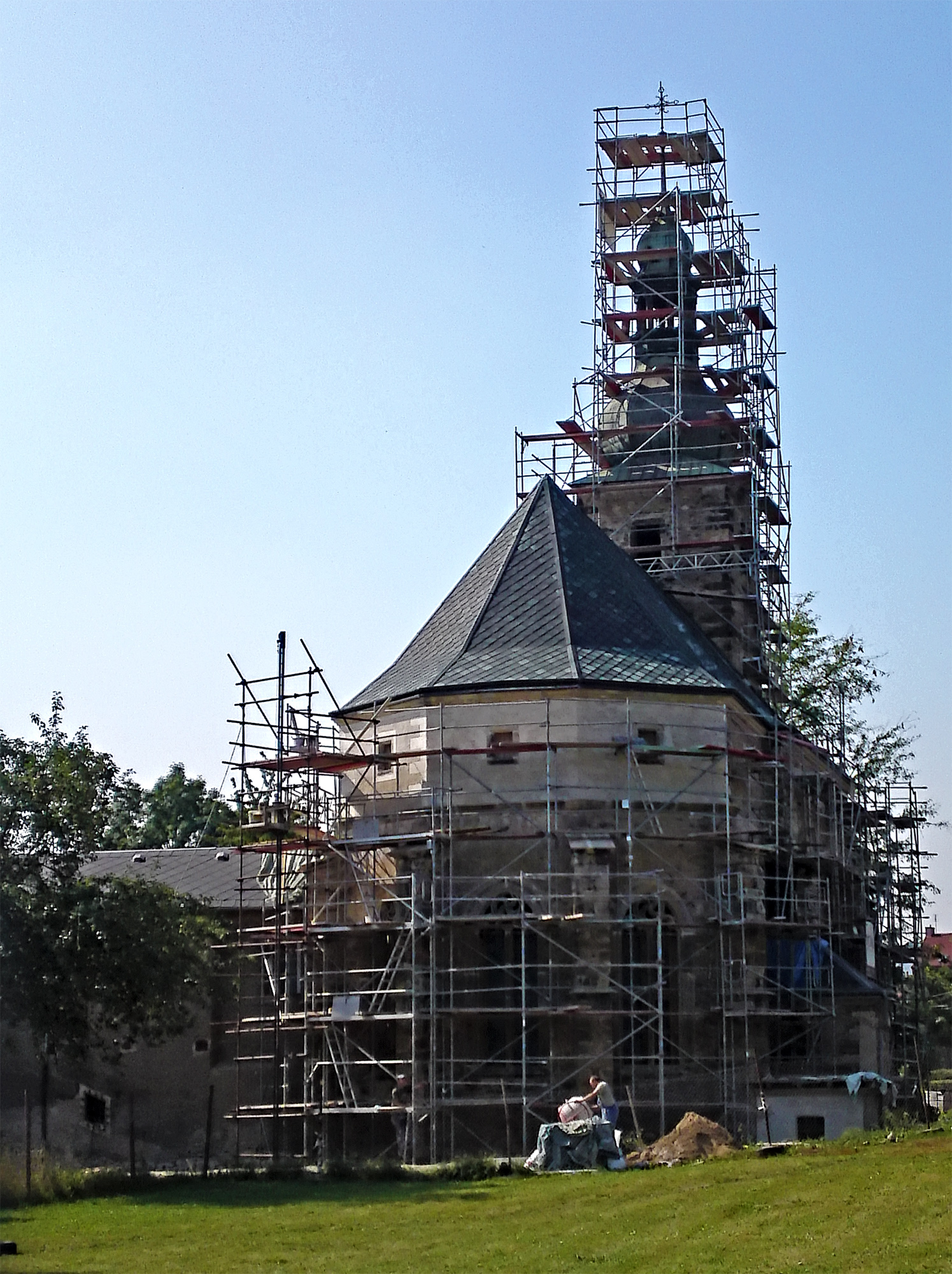
Kostel sv. Floriána při rekonstrukci v roce 2012
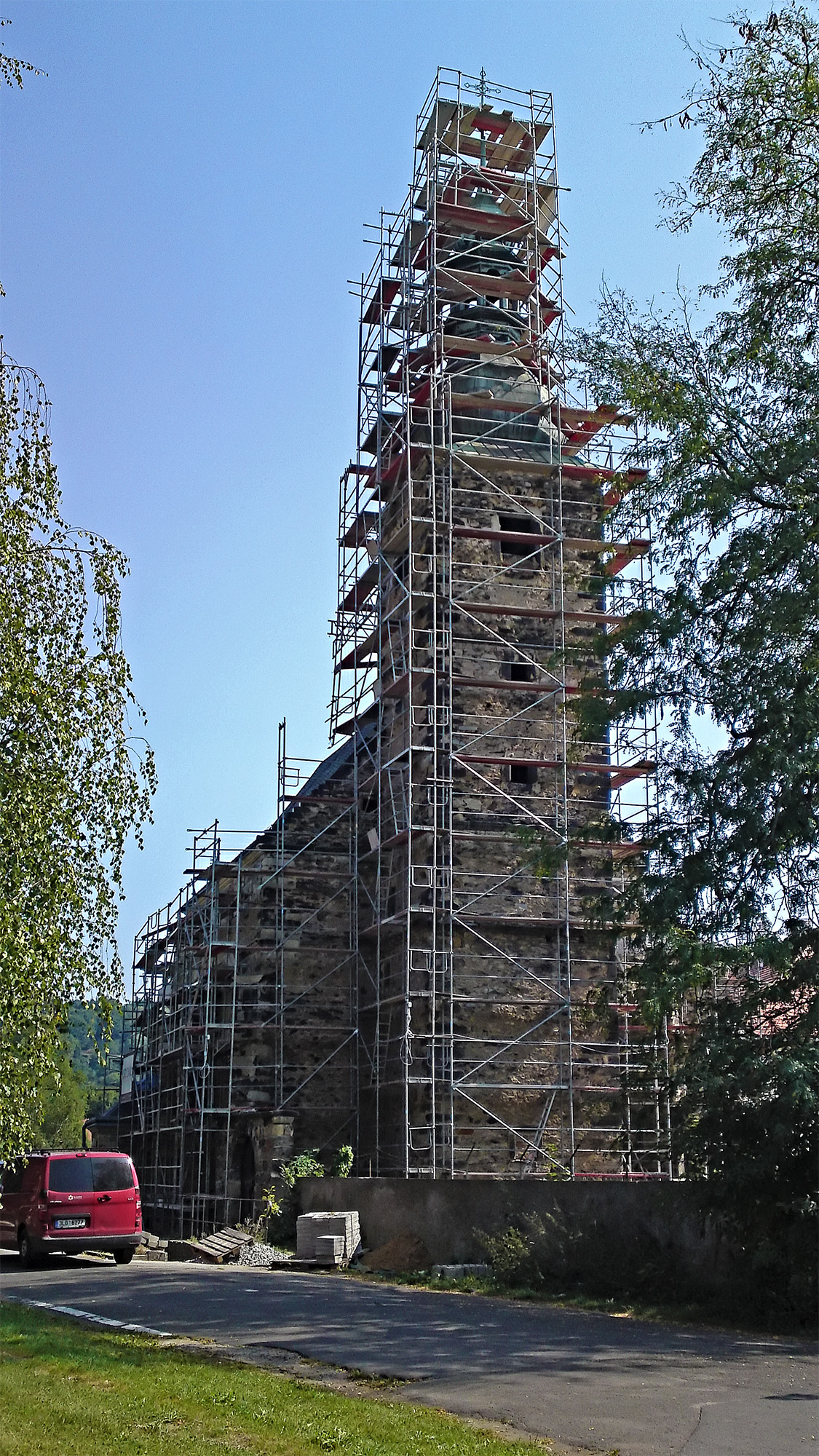
Věž kostela sv. Floriána v roce 2012
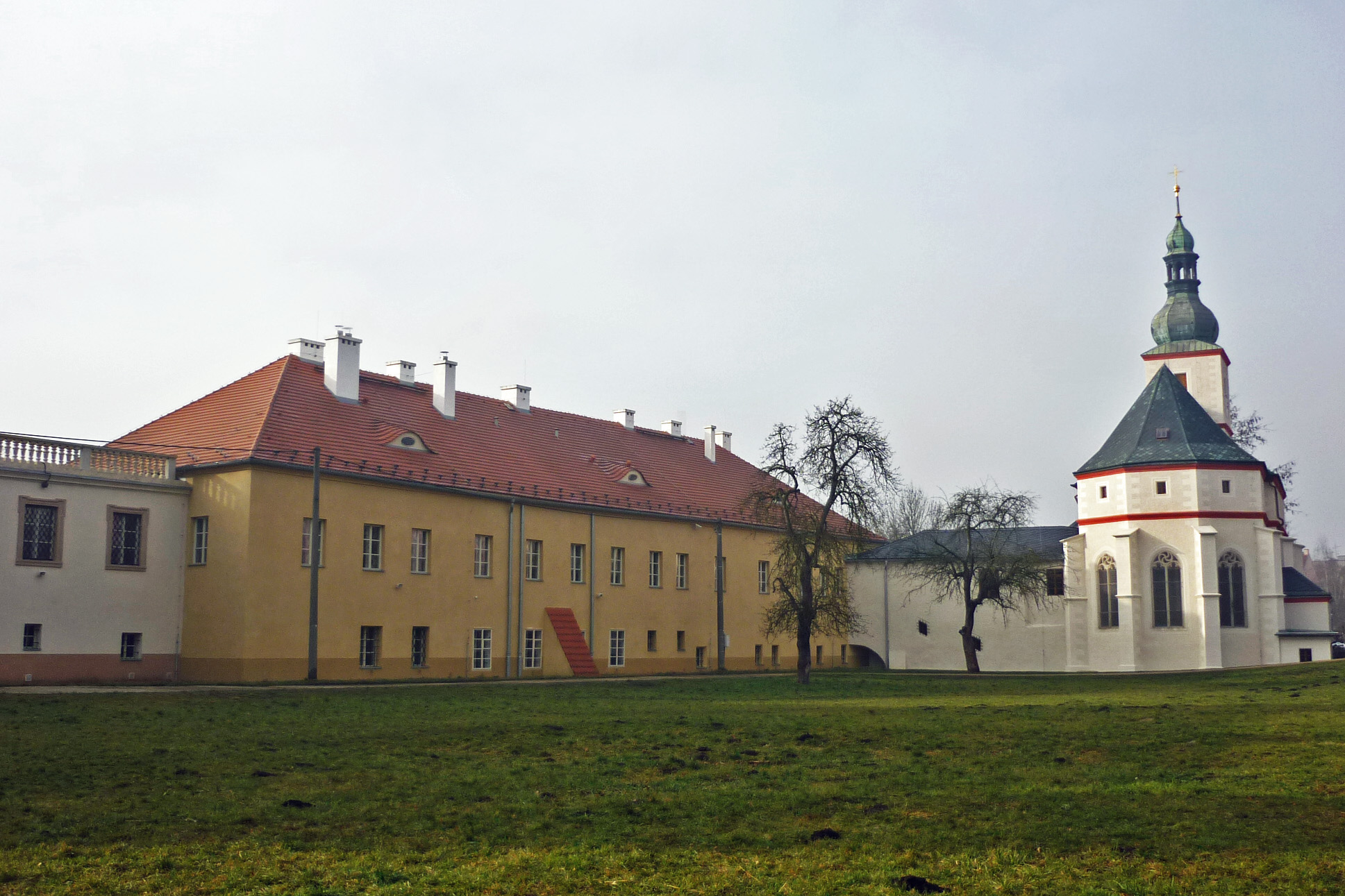
Kostel sv. Floriána, Krásné Březno 2014
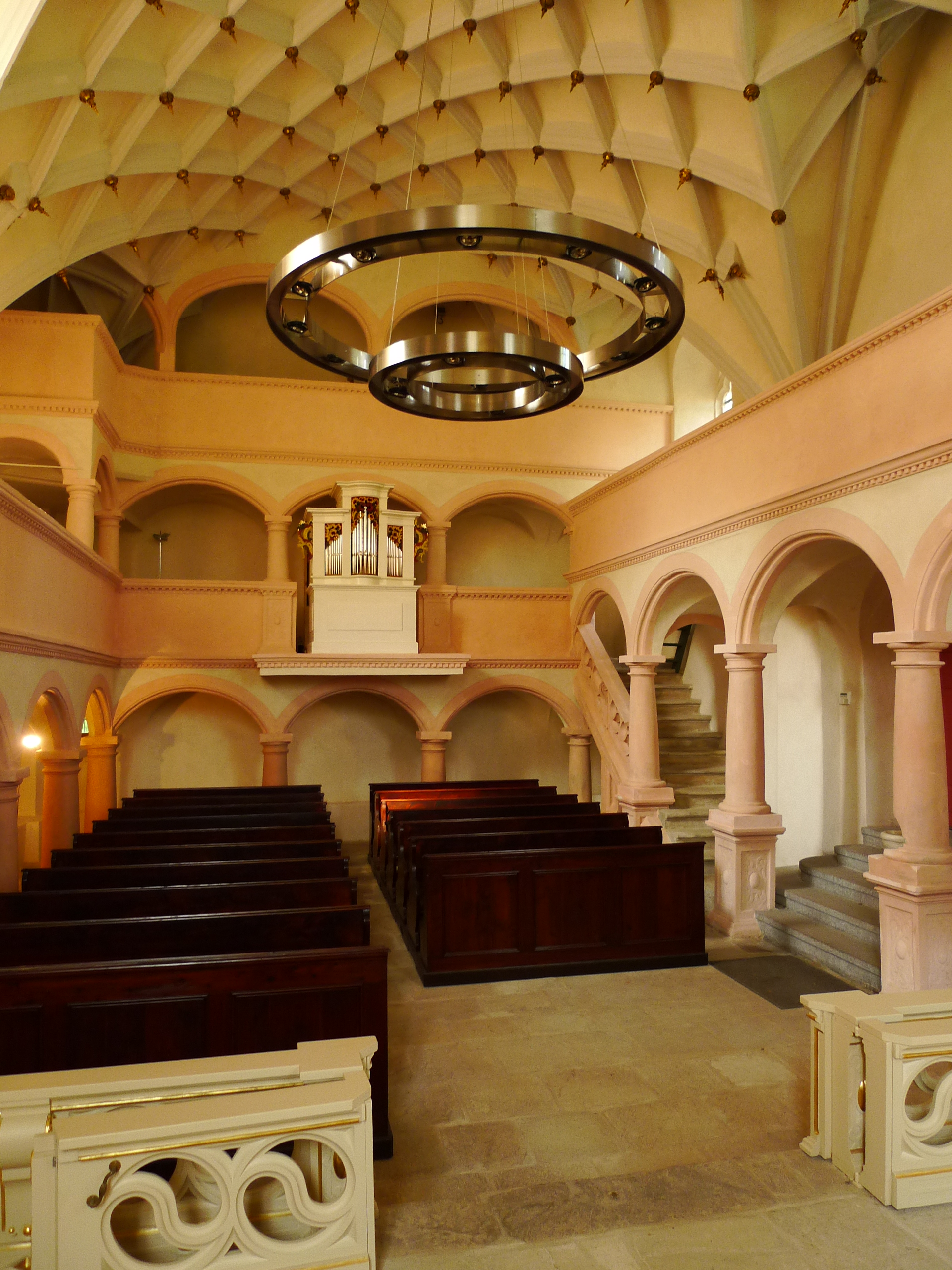
Interiér kostela sv. Floriána, Krásné Březno
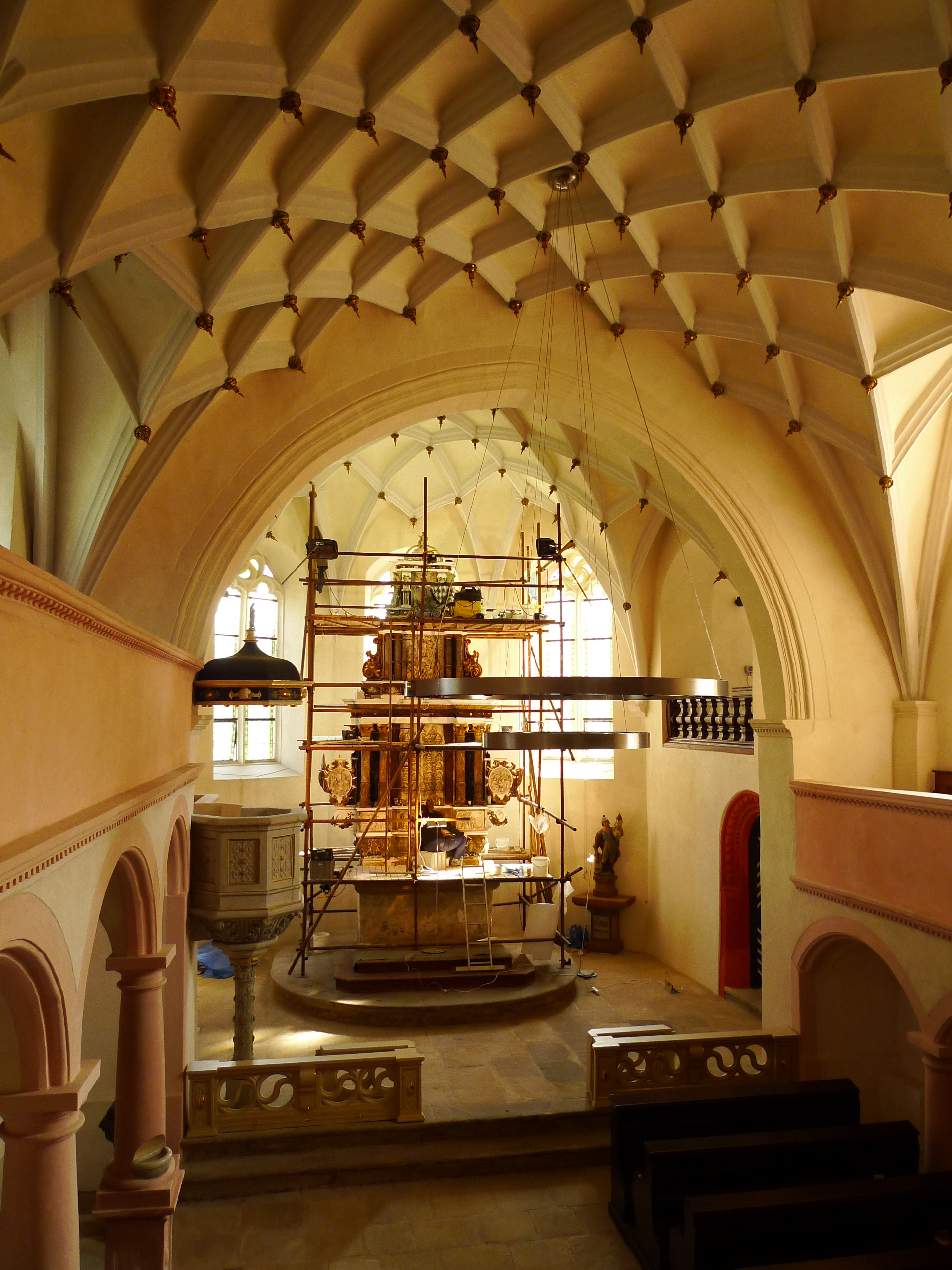
Interiér kostela sv. Floriána, Krásné Březno
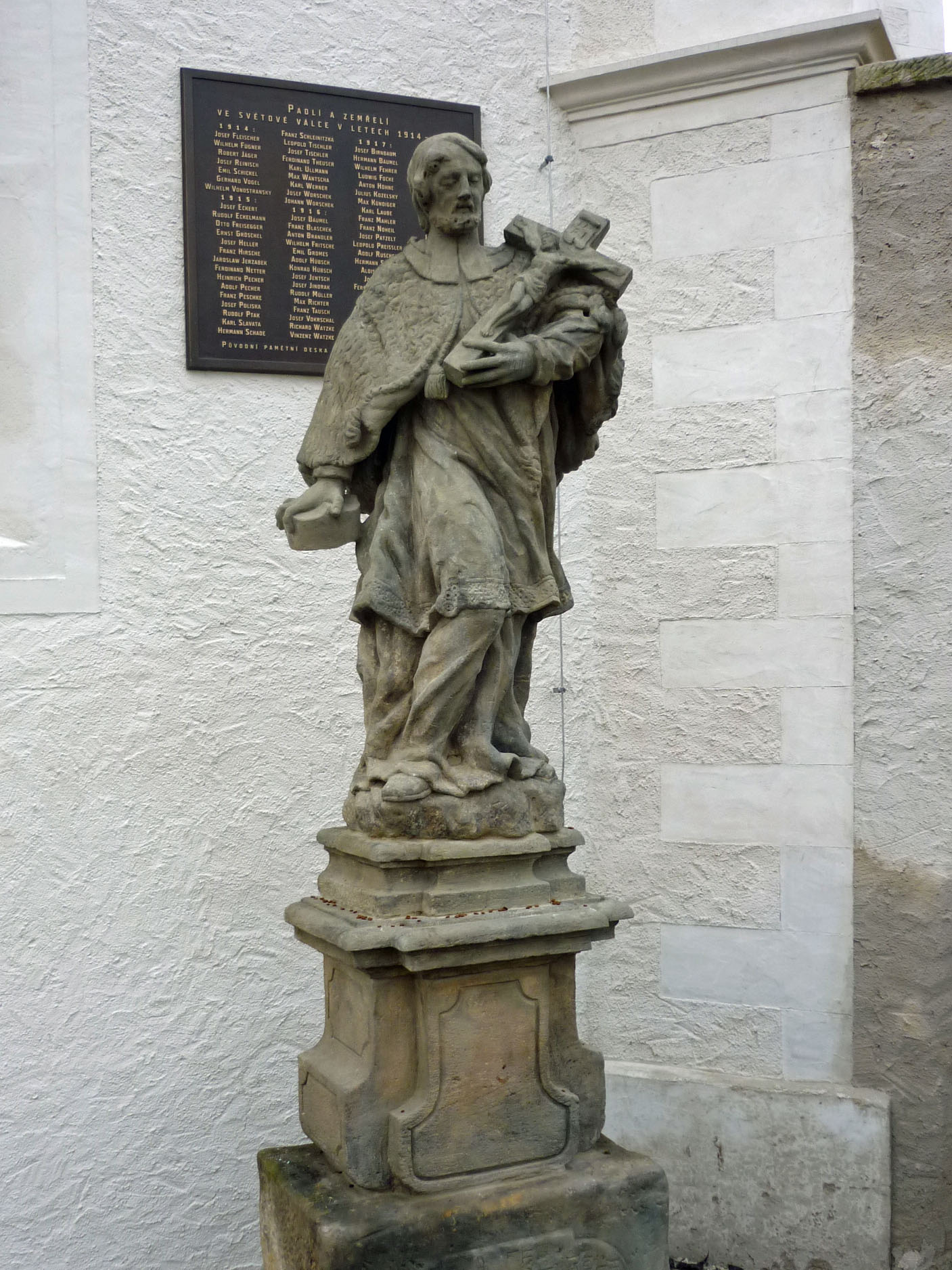
Socha sv. Jana Nepomuckého u kostela v Krásném Březně
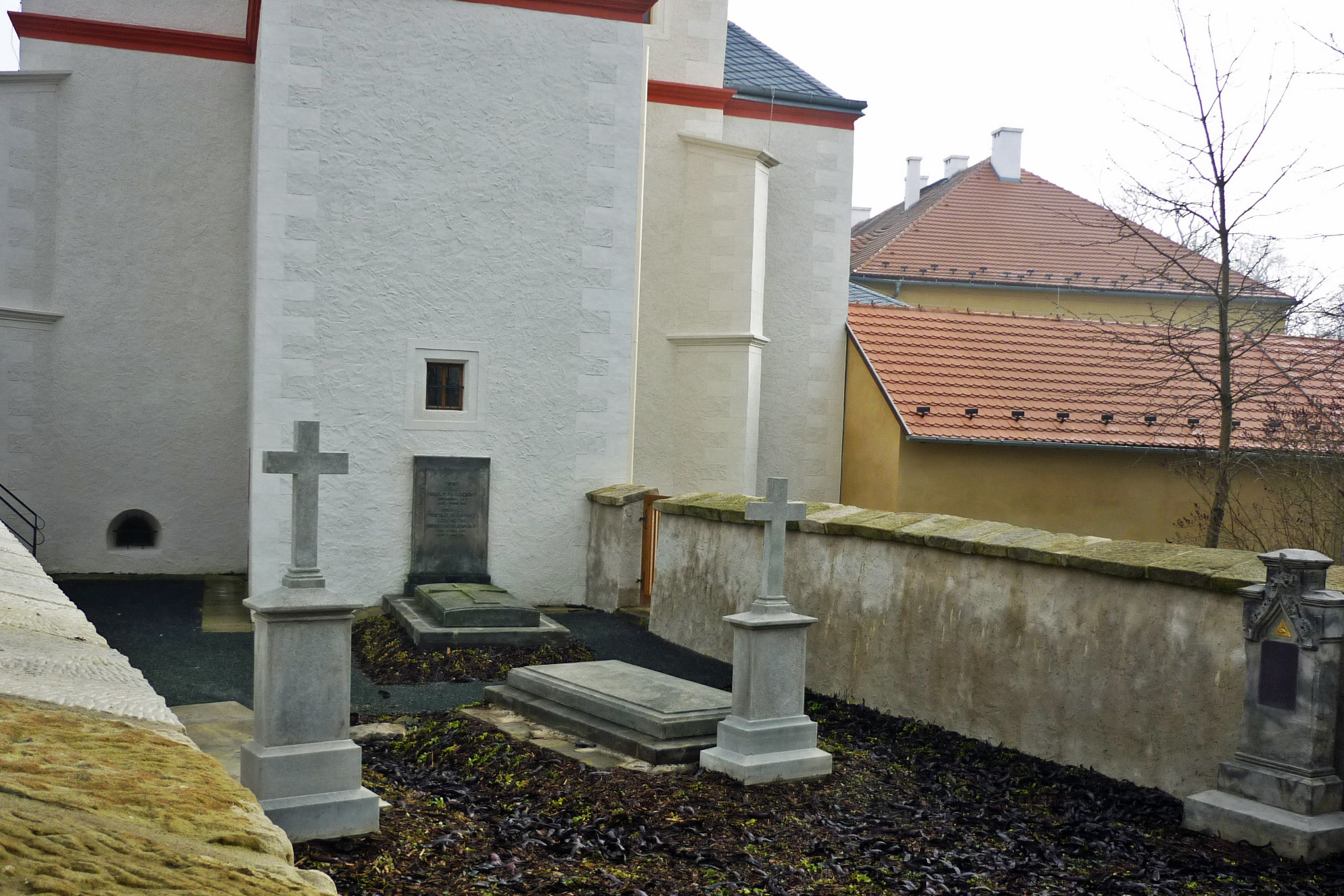
Hřbitov u kostela sv. Floriána, Krásné Březno